# Huaniqueo de Morales
Huaniqueo de Morales es una localidad mexicana ubicada al norte del estado de Michoacán, cabecera del municipio de Huaniqueo. En el año 2010 estaba clasificada como una localidad de grado medio de vulnerabilidad social.Se localiza a 39 km de la capital del estado.

## Toponimia
El vocablo «Huaniqueo» significa, según diversas fuentes, ‘lugar donde se tuesta el maíz’ o ‘lugar de los que dan o traen una señal’. El complemento «de Morales» recuerda a Juan José Pastor Morales, miembro del Congreso Constituyente de Michoacán y firmante de la primera ley fundamental del Estado.

## Población
Cuenta con 2782 habitantes, lo que representa un incremento promedio de 0.11 % anual en el período 2010-2020 sobre la base de los 2566 habitantes registrados en el censo anterior. Ocupa una superficie de 2068 km², lo que determina al año 2020 una densidad de 1255 hab/km².
| Gráfica de evolución demográfica de Huaniqueo de Morales entre 2000 y 2020 |
|                                                                            |
| Fuente: Instituto Nacional de Estadística Geografía e Informática          |

La población de Huaniqueo de Morales está mayoritariamente alfabetizada (6.82 % de personas analfabetas al año 2020) con un grado de escolarización en torno de los 7.5 años. Solo el 0.08 % de la población se reconoce como indígena.